# Kristal Marshall
Kristal Melisa Marshall (Los Ángeles, 11 de noviembre de 1983) es una modelo y exluchadora profesional estadounidense. Trabajó en la World Wrestling Entertainment en la marca SmackDown! y en la Total Nonstop Action Wrestling (TNA).

## Carrera como modelo
Antes de trabajar para la World Wrestling Entertainment Marshall fue una competidora en el concurso Miss California 2004, como una modelo para Deal or No Deal, vídeos musicales de 50 Cent y Ma$e, anuncios para The Best Damn Sports Show Period y fue una vez una Barker Beauty en The Price Is Right.

## Carrera como luchadora profesional

### World Wrestling Entertainment (2005-2007)
Marshall participó en el RAW Diva Search de 2005, acabando en cuarto lugar. A pesar de no haber ganado, Marshall firmó un contrato de desarrollo con la WWE y fue enviada a Deep South Wrestling, el territorio de desarrollo de la WWE en ese momento. En diciembre de 2005, se incorporó a la marca SmackDown! como una entrevistadora, entrevistando a las superestrellas durante los espectáculos.
Su primer feudo fue contra Jillian Hall. Marshall derrotó a Hall en el debut de Jillian el 10 de marzo de 2006. Cuando la ganadora del Diva Search, Ashley Massaro se unió a SmackDown!, Marshall se volvió heel y entró en un ángulo donde estaba celosa por haber ganado el concurso. Se alió con Michelle McCool y las dos se enfrentaron a Massaro y Jillian Hall, en un Fatal Four Way Bra and Panties match en The Great American Bash, durante el cual,  Marshall tuvo una lesión verdadera. En septiembre, Layla El, la ganadora del Diva Search de ese año llegó a la marca y Marshall tuvo un feudo con ella. Esta vez se alió con Mike "The Miz" Mizanin contra Layla y the Boogeyman. 
Kristal compitió en el primer segmento de Strip Poker en la ECW el 10 de octubre representando a SmackDown! junto a Ashley.
En febrero de 2007, Marshall empezó una storyline en la cual era una amiga de Vickie Guerrero, quien estaba planeando algo, y empezó a ligar con el mánager general de Smackdown Theodore Long. Después de que Marshall confesara su amor por Long, le convenció para que Guerrero fuera su asistente, dejándola a cargo del programa en una ocasión. Después Long la propuso matrimonio, sufriendo Long un infarto durante la boda el 21 de septiembre.
Marshall fue despedida de WWE pocas semanas después por problemas en bastidores. A pesar de que surgieron rumores sobre que puedo haber pasado, Kristal aseguró para Ring the Belle en 2020, que fue por ser etiquetada como una "persona difícil" después de pedir más información y control sobre la dirección de su personaje y storylines.

### Total Nonstop Action Wrestling (2010)
Poco después de que su marido fichara con la TNA, Kristal fue parte del feudo entre éste y Scott Steiner. Luego se estableció como la mánager de su marido. Sin embargo, fue despedida junto a su marido el 10 de febrero de 2010, su único combate en la empresa fue contra Scott Steiner y Awesome Kong, junto a su exesposo (Bobby Lashley), pero fue derrotada. Poco después dejó de aparecer en el show puesto que su relación personal con Lashley estaba en deterioro, por lo que solo él fue contratado a tiempo completo.

## Otros medios
Marshall apareció en un episodio de Hogan Knows Best
En junio de 2007, posó para la revista African Americans on Wheels, apareciendo en la portada de septiembre.
Apareció el 6 de febrero de 2008 en un episodio de Project Runway junto a Maria, Candice Michelle, Torrie Wilson, Layla y Michelle McCool.

## Vida personal
Marshall estuvo en una relación con el también luchador Bobby Lashley, misma que duró de 2007 a 2010. Juntos procrearon dos hijos, una niña y un niño.